# Chrysostomus Henriquez
Chrysostomus Henriquez (* 1594 in Madrid; † 23. Oktober 1632 in Löwen) war ein zisterziensischer Historiker. Er hat sich als Hagiograph mit den Heiligen des Ordens befasst.

## Leben
Aus einer adeligen und vermögenden Familie stammend, trat er 1608 in das Kloster Huerta ein und studierte an mehreren Orten in Galicien. 1619 erschien sein erstes hagiographisches Kompendium. Andere Werke waren Regelkommentare und Abhandlungen über zisterziensisches Ordensrecht. Ab 1620 hielt er sich in den Niederlanden auf. Die Universität Löwen wurde sein Wirkungsort bis zu seinem Lebensende. Er war Generalvikar der Zisterzienser in Irland und Großprior (ein Ehrentitel) des zisterziensischen Ritterordens von Calatrava. Er wurde nur 38 Jahre alt und starb am Collège d'Aulne; sein Grab liegt in der Frauenabtei La Vignette.

## Historiograph des Zisterzienserordens
Er wurde 1622 vom Präses der spanischen Kongregation zum offiziellen Historiographen ernannt, allerdings mit Beschränkung auf die eine Kongregation  (historiographus generalis congregationis Hispaniae ordinis cisterciensis). Er erforschte die Bibliotheksbestände der  Klöster Aulne, Villers, Dünen, Clairmarais, Hemiksem und Cambron, um Inhalte für eine Ordensgeschichte zu sammeln.
In weniger als 15 Jahren (1619 bis 1632) verfasste und veröffentlichte der Spanier Dutzende von historischen und hagiographischen Werken. Sein Hauptwerk ist das Menologium Cistertiense, eine Sammlung von Heiligenleben; es wurde von Theobald Zelbacher ins Deutsche übersetzt (Prag 1731).
Der Fleiß des P. Chrysostomus wurde nicht immer von rigoroser Quellenarbeit gedeckt; für die Maßstäbe des 19. und 20. Jahrhunderts waren seine Werke oft ungenügend; der Historiograph hinterfragte Einträge zu wenig und galt dem Forscher Alfons Maria Zimmermann als naiv.
Der novellistischen Anekdotensammlung des Caesarius von Heisterbach mißt er unbedingten Glauben bei; für etwaige Bedenken und Zweifel hat er das stolze Wort: Der irdisch gesinnte Mensch lässt sich nicht auf das ein, was vom Geist Gottes kommt (1 Kor. 2,14). Und doch ist Henriquez keineswegs gering zu schätzen; wir verdanken seinem Sammeleifer manch brauchbare Nachricht und manchen Namen, die ohne ihn schon längst der Vergessenheit anheimgefallen wären.

## Werke
- Phoenix reviviscens sive ordinis Cisterciensis scriptorum Angliae et Hispaniae (Brüssel 1626).
- Guilielmus Aquitanus, Liber Apologeticus: Quo ostenditur S. Guilielmum Benedictinum Cisterciensem, non Augustinianum fuisse (1626).
- Quinque Prudentes Virgines sive B. Beatricis de Nazareth, B. Aleydis de Scharenebecka, B. Idae de Nivellis (Antwerpen 1630).
- Menologium Cistertiense notationibus illustratum (Antwerpen 1630). Wurde ins Deutsche übersetzt.[2]
- Fasciculus sanctorum ordinis Cistersiensis (Köln 1631).
- Vita B. Famiani Coloniensis (Köln 1631).
- Het leven vande eerweerdighe Moeder Anna de S. Bartholomaeo ongheschoeyde Carmelitersse (Antwerpen 1632).
- Lilia Cistercii (Duaci 1633).
- Regula, Constitutiones et privilegia Ordinis Cistertiensis (Antwerpen 1639).
- Astrum Cisterciensium complectens sanctorum Cisterciensium gesta (Köln 1649).